# Teatro dell'Opera di Copenaghen
Il Teatro dell'Opera di Copenaghen (in danese Operaen; in inglese Copenaghen Opera House) è il teatro nazionale della Danimarca, e tra i più moderni teatri d'opera del mondo. È anche uno dei teatri d'opera più costosi mai costruiti con costi di costruzione di oltre 500 milioni di dollari. Si trova sull'isola di Holmen, nel centro di Copenaghen.

## Storia
Il Teatro d'Opera è stato donato allo Stato Danese da parte della Fondazione A.P. Møller e Chastine Mc-Kinney Møller nel mese di agosto del 2000 (A.P. Møller è stato cofondatore della società di oggi conosciuta come Mærsk). Alcuni politici sono stati offesi della donazione privata, in parte perché la totalità del costo del progetto sarebbe fiscalmente deducibile, quindi praticamente costringendo il governo ad acquistare l'edificio, ma è stata accettata dal Parlamento e dal governo nell'autunno del 2000. È stato progettato dall'architetto Henning Larsen e dagli studi ingegneristici Ramboll e Buro Happold e dalla Consulenza Teatrale Theatreplan. L'acustica è stata progettata dall'Arup Acoustics. A.P. Møller ha avuto l'ultima parola nella progettazione della costruzione, tra cui l'aggiunta di acciaio nei vetri anteriori. La Costruzione è iniziata nel giugno 2001 e si è conclusa il 1º ottobre 2004. È stato inaugurato il 15 gennaio 2005 con la presenza di Mærsk Mc-Kinney Møller, il primo ministro danese Anders Fogh Rasmussen, e la Regina Margherita II.

## Posizione

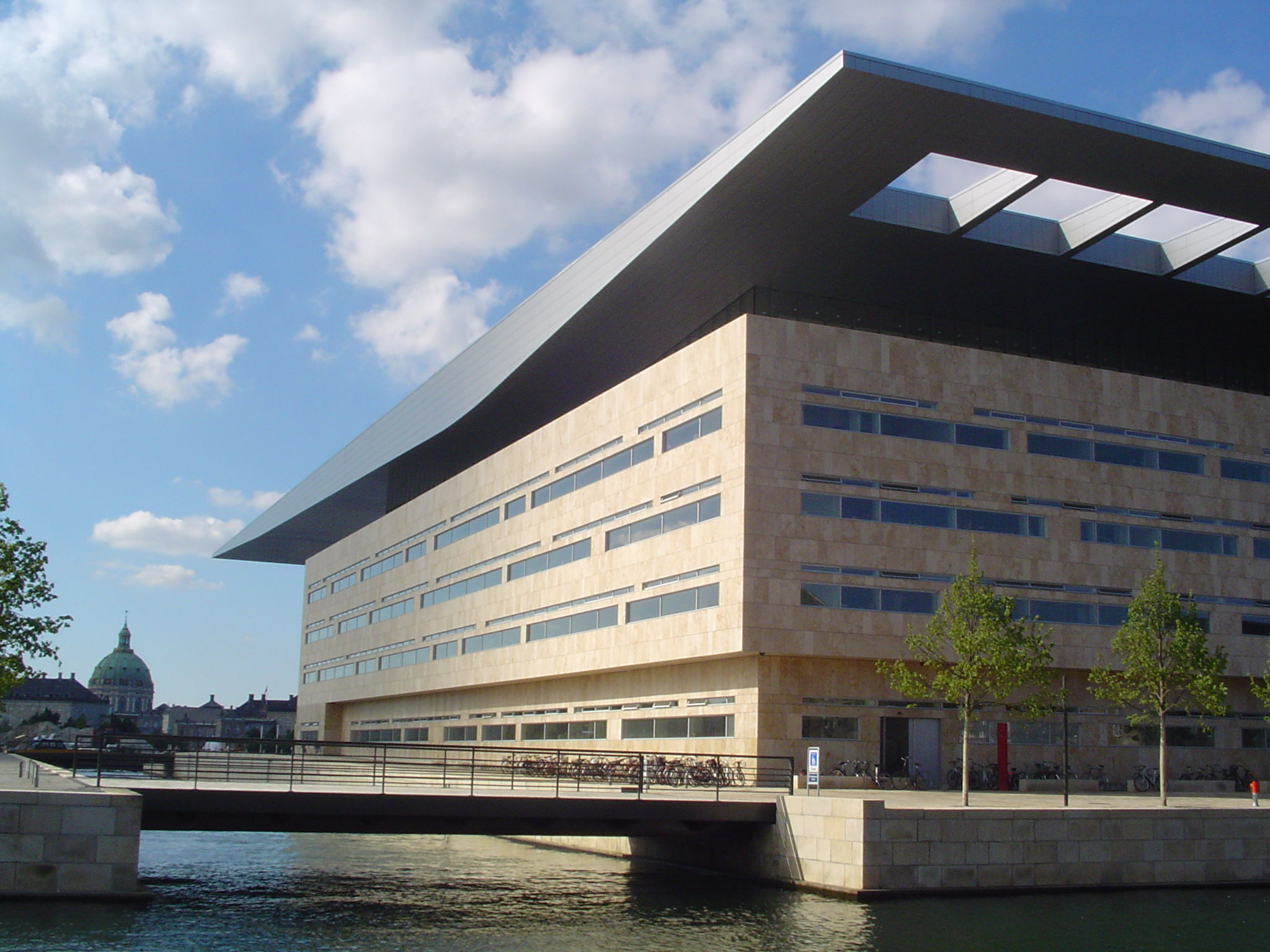
Dal Teatro dell'Opera si può vedere il Palazzo di Amalienborg

L'Opera si trova a Copenaghen, proprio di fronte al Palazzo di Amalienborg, lungo la riva del porto. Il teatro è costruito in allineamento con Amalienborg e la Chiesa dei Marmi (The Marble Church), in modo che si possa vedere la Chiesa e il Palazzo una volta uscita dall'opera.
La parte di terra dell'isola dove è stata costruita l'Opera è chiamata Dokøen, che significa Isola di Dock. A pochi metri ad ovest dell'opera, si può ancora vedere una vecchia darsena e una stazione di pompaggio.
Oltre ad essere accessibile in auto e in bus, il Teatro può anche essere raggiunto in barca, e con il sistema di trasporto pubblico a Copenaghen si può ottenere una corsa in barca per l'Opera utilizzando un normale biglietto.